# Mathias Claus
Mathias Claus (* 15. Mai 1956 in Waiblingen) ist ein deutscher Pianist und Komponist des zeitgenössischen Jazz sowie Musikproduzent. Er hat an der Städtischen Braunschweiger Musikschule unterrichtet.

## Leben
Über seinen Vater, einen Kirchenorganist mit Hang zu improvisatorischer Spielpraxis, kam
Claus früh in Kontakt mit der Musik. Er begann zunächst ein klassisches Schulmusikstudium für Klavier. Zur Spezialisierung im Jazzpianospiel und der Arrangierkunst folgten Studienkurse am Berklee College of Music bei Ray Santisi. Frühe Musikförderpreise, Tonträger-, Rundfunk- und Fernsehaufnahmen, sowie Konzerte in den europäischen Nachbarländern begünstigten sein weiteres Musikstudium. Er wechselte an die Hochschule für Musik und Theater Hamburg, wo er sein Diplomstudium 1989 bei Dieter Glawischnig, mit Auszeichnung im Bereich Jazz und jazzverwandte Musik abschloss. Hier studierte er auch klassisches Klavier bei Shigeko Takeya.
Claus unterrichtet Jazzpiano in der Städtischen Musikschule Braunschweig.

## Wirken
Nach dem Aufbau eines eigenen Studios produzierte Mathias Claus weltweit CDs mit namhaften Musikern der jungen Cyberjazzszene, vorwiegend in den USA. Er arbeitete mit Peggy Morris, Nigel Hitchcock, Laurence Cottle, Sue Maskaleris, Daniel Martina, Fillipo Bertacche, u. v. a. Ein Innovationsförderpreis des Bundesfonds Soziokultur e.v. für sein transatlantisches Projekt Cyberfriends (CD plus Deutschlandtour) sowie internationale Aufmerksamkeit folgten.
2004 wurde er als Dozent für Jazzpiano an die Städtische Musikschule Braunschweig berufen, wo er u. a. die Jazzpiano-Stipendienreihe der Braunschweiger Gertrud-Fricke-Stiftung für begabte junge Jazzpianoschüler initiierte.
Seit 2004 konzentriert sich Claus stark auf die Kunst des Solo-Spiels. Einer der bisherigen Höhepunkte ist die Teilnahme am 1. Hamburger Jazz Solo Piano Gipfel am 16. Juni 2007 im Sendesaal des NDR Hamburg.
Weitere Konzerte absolvierte er jüngst mit internationalen Künstlern wie Eliane Elias, der hr-Bigband, Eyran Katsenelenbogen, aber auch Klassikstars wie Nina Corti und Zhang Hai’ou.
Seit mehreren Jahren arbeitet der Pianist auch als Begleiter internationaler Vokalisten, u. a. 4 CD-Produktionen in den USA plus Deutschlandtour mit Peggy Morris, sowie seit 2007 mit Misha Steinhauer, Jazzvokalistin vom George Gershwin College Moskau und Preisträgerin im Jessenin-Wettbewerb für junge russische Komponisten. Er arbeitete ferner mit den amerikanischen Vokalisten Gayle Tufts und Rachel Gould.
Als Komponist erhielt er Auftragskompositionen u. a. von der Hochschule für Bildende Künste Braunschweig. Ferner verfasste er eine Klaviernotenreihe für Popularmusik und war zudem beteiligt bei Aufnahmen vom NDR, SDR, SWR, ERF, und ZDF.

## Auszeichnungen
Mathias Claus war Stipendiat der GEMA, Preisträger beim Landeswettbewerb Popularmusik des Süddeutschen Rundfunks Baden-Württemberg mit eigenem Jazzquintett sowie Finalist beim internationalen Jazzwettbewerb Hoeillarts in Belgien. Seine Musik für einen Animationsfilm für Kinder (mit Axel Brötje) gewann 2007 den Adobe Design Achievement Award in San Francisco.